# Joseph Kony
Pour les articles homonymes, voir Kony.
Joseph Rao Kony, né le 18 septembre 1961 à Odek dans le nord de l'Ouganda, est le chef des rebelles de l'Armée de résistance du Seigneur (LRA pour Lord's Resistance Army) qui opèrent entre l'Ouganda et le Soudan du Sud avec pour principal but de renverser le président ougandais Yoweri Museveni, et d'installer un système théocratique fondé sur les principes de la Bible et des Dix Commandements. Il est recherché par la Cour pénale internationale pour crimes de guerre et crimes contre l'humanité.

## Biographie
En 1988, Kony prend la tête des rebelles de l'Armée de résistance du Seigneur (LRA pour Lord's Resistance Army)[réf. souhaitée]
D'origine acholi, Kony qui se dit « médium spirituel », parfois considéré comme un prophète par ses soldats, est surnommé le « Messie sanglant ».
Son groupe est accusé d'enlèvements d'enfants pour en faire des soldats (on estime que 80 % de la LRA est composée d'enfants soldats), les réduire en esclavage (souvent sexuel pour les jeunes filles) ; mais aussi de nombreux massacres de civils, d'exactions et de nombreuses destructions et pillages réalisés par les troupes de chocs[Quoi ?], composées d'enfants soldats.
La rébellion essaime en RD Congo et même en Centrafrique où elle s'allie aux opposants locaux.
Joseph Kony est visé par un mandat d'arrêt de la Cour pénale internationale depuis 2005. Il est accusé de douze chefs de crimes contre l'humanité, dont esclavage sexuel et réduction en esclavage, ainsi que de vingt-et-un chefs de crimes de guerre, dont traitement cruel à l'encontre de civils, encouragement au viol ou encore enrôlement forcé d'enfants. Le 1er juin 2006, le siège d'Interpol publie ses notices le concernant ainsi que quatre autres individus soupçonnés de s’être livrés à des crimes de guerre et à des crimes contre l’humanité.
Le 20 mai 2013, l'Organisation des Nations unies rend public un rapport estimant l'Armée de résistance du Seigneur responsable de la mort de plus de 100 000 personnes en Afrique centrale ces vingt-cinq dernières années. Il évalue en outre le nombre d'enfants enlevés par celle-ci entre 60 000 et 100 000 et celui de personnes déplacées à la suite de ces violences à 2,5 millions.
En mars 2017, les Américains cessent de traquer Joseph Kony et « sa tête n’est plus mise à prix ». Néanmoins, il demeure sous le coup du mandat d'arrêt de la justice pénale internationale.
En 2019, Kony aurait fait plusieurs voyages dans la capitale soudanaise où il aurait bénéficié de la protection d’Omar el-Béchir.
En 2019, les experts[Qui ?] pensent que le groupe armé n’est plus composé que d’une centaine de combattants (des enfants-soldats pour la plupart) et que Kony se serait réfugié dans l’enclave de Kafia Kingi.
En juin 2025, la CPI annonce ouvrir l'audience de confirmation des charges par contumace, pour septembre 2025, contre Joseph Kony.

## Invisible Children
Le 20 février 2012, le collectif Invisible Children lance une vidéo de trente minutes sur Vimeo dénonçant les actions de Kony. Mise en ligne sur YouTube le 5 mars et véhiculée par des réseaux sociaux tels Twitter et Facebook les jours suivants, la vidéo touche un nombre important de personnes, atteignant rapidement plusieurs dizaines de millions de visionnages, en seulement quelques jours, malgré les quelques informations erronées ou omises (nombre d'enfants soldats, disparition de J. Kony depuis plusieurs années) qu'elle contient.
L'association prévoit également l'organisation d'événements aux États-Unis. L'un d'eux, Cover the night, est prévu pour le 20 avril 2012. Il vise à placarder le plus possible, en une nuit, des affiches, autocollants et posters dans des lieux publics pour alerter l'opinion publique.
Cependant, plusieurs critiques ont été formulées à l'encontre de cette initiative et celle d’Invisible Children,, en particulier venant d'autres ONG. Il est entre autres reproché à Invisible Children de stimuler l'intervention militaire étrangère pour appuyer un camp contre un autre, tendant ainsi à utiliser les dons pour financer les forces militaires de l'Ouganda.